# Bellas Artes (estación del Metro de Ciudad de México)

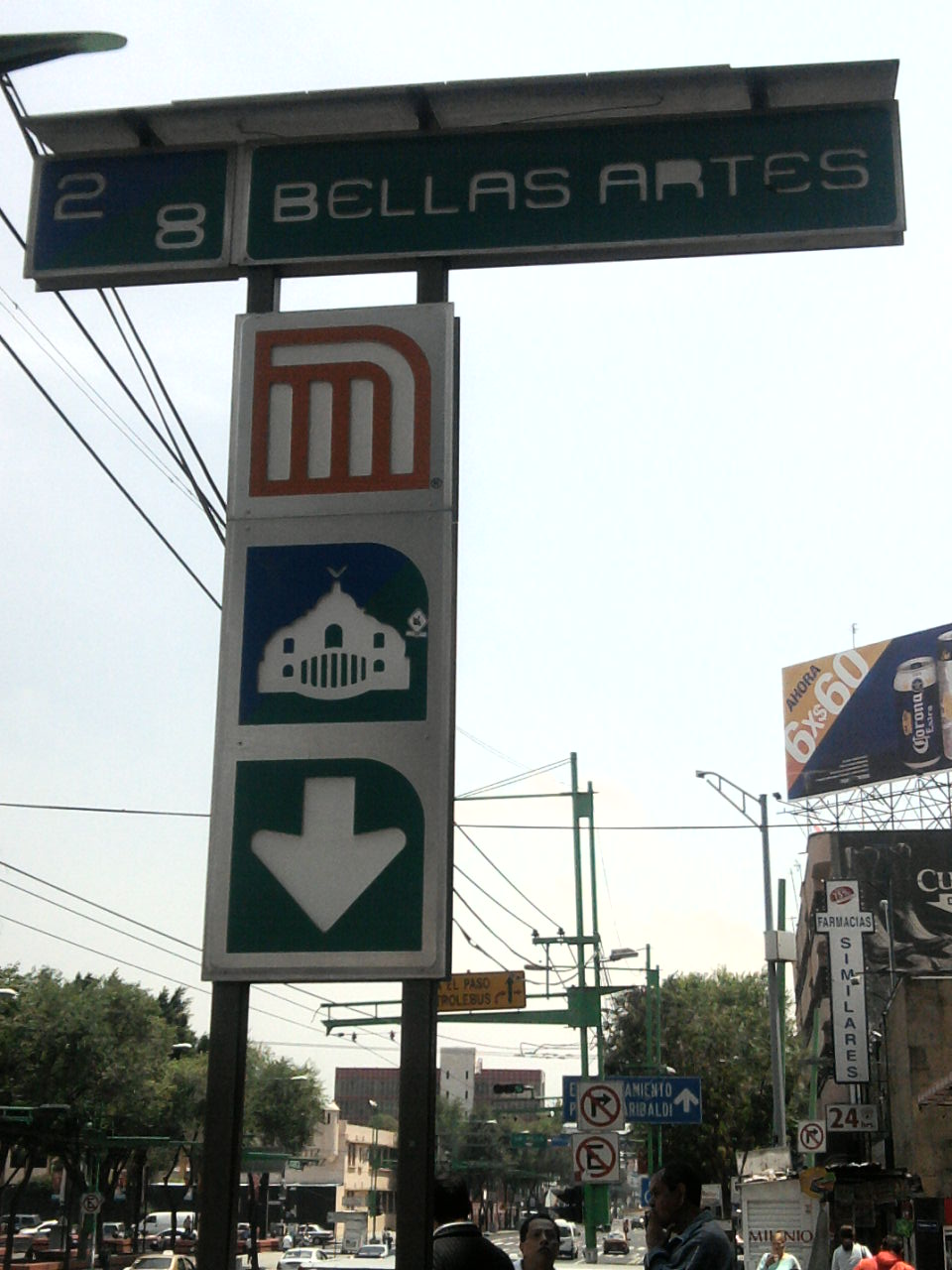
Acceso a la estación sobre el Eje Central Lázaro Cárdenas.

Bellas Artes es una de las estaciones que forman parte del Metro de la Ciudad de México, es la correspondencia de la Línea 2 y la Línea 8. Se ubica en el centro de la Ciudad de México, en la alcaldía Cuauhtémoc.

## Información general
La estación se llama así por estar situada en las inmediaciones del Palacio de Bellas Artes. El isotipo de la estación representa una imagen estilizada de ese recinto.[cita requerida]
La entrada tipo Guimard a la estación localizada a un costado del Palacio de Bellas Artes fue donada por el Metro de París al celebrar 30 años de cooperación entre las compañías de metro de México y de París. En forma de un intercambio de arte, el 14 de noviembre de 1998 la Ciudad de México recibió un edículo de Guimard, situado en la entrada de la estación y la estación parisina Palais Royal-Musée du Louvre alberga un fresco wixárika "El pensamiento y el alma huicholes " elaborado por el artista Santos de la Torre.

### Patrimonio

#### Murales
- Los murales Visión de un artista mexicano sobre Francia de Rodolfo Morales y Visión de un artista francés sobre México de Jean Paul Chambas, en la parte alta del andén de la estación, en la línea 8.
- La Reproducciones mural de Bonampak de Rina Lazo en tres paneles con una superficie de casi 30 metros cuadrados ubicados dos en el vestíbulo sur-poniente de la estación y el tercer panel, en el pasillo de acceso desde la entrada tipo Guimard en la línea 2.

### Afluencia
En 2014 la estación presentó una afluencia promedio anual de 24,808 personas para la línea 2 y de 19,324 para la línea 8.
| Tipo de día   | Afluencia promedio línea 8 | Afluencia promedio línea 2 |
| ------------- | -------------------------- | -------------------------- |
| Día festivo   | 14 843                     | 20 148                     |
| Día laboral   | 18 847                     | 24 123                     |
| Fin de semana | 20 777                     | 26 821                     |
| Anual         | 19 324                     | 24 808                     |

Las siguientes tablas muestran la afluencia de la estación (por línea) en los últimos 10 años:
| Afluencia Anual de Pasajeros (Línea 2) | Afluencia Anual de Pasajeros (Línea 2) | Afluencia Anual de Pasajeros (Línea 2) | Afluencia Anual de Pasajeros (Línea 2) | Afluencia Anual de Pasajeros (Línea 2) | Afluencia Anual de Pasajeros (Línea 2) |
| -------------------------------------- | -------------------------------------- | -------------------------------------- | -------------------------------------- | -------------------------------------- | -------------------------------------- |
| Año                                    | Afluencia                              | A Diario                               | Ranking                                | Incremento                             | Ref.                                   |
| 2024                                   | -                                      | -                                      | -                                      | -                                      |                                        |
| 2023                                   | 7,101,787                              | 19,456                                 | 53°/187                                | -9.33%                                 | [ 3 ]                                  |
| 2022                                   | 7,832,811                              | 21,459                                 | 37°/175                                | +81.94%                                | [ 4 ]                                  |
| 2021                                   | 4,305,045                              | 11,794                                 | 70°/195                                | -25.01%                                | [ 5 ]                                  |
| 2020                                   | 5,740,777                              | 15,685                                 | 47°/195                                | -48.08%                                | [ 6 ]                                  |
| 2019                                   | 11,057,441                             | 30,294                                 | 41°/195                                | -3.04%                                 | [ 7 ]                                  |
| 2018                                   | 11,403,706                             | 31,243                                 | 38°/195                                | +0.54%                                 | [ 8 ]                                  |
| 2017                                   | 11,342,493                             | 31,075                                 | 39°/195                                | -3.13%                                 | [ 9 ]                                  |
| 2016                                   | 11,709,117                             | 31,992                                 | 39°/195                                | +3.35%                                 | [ 10 ]                                 |
| 2015                                   | 11,329,580                             | 31,039                                 | 44°/195                                | +11.35%                                | [ 11 ]                                 |

| Afluencia Anual de Pasajeros (Línea 8) | Afluencia Anual de Pasajeros (Línea 8) | Afluencia Anual de Pasajeros (Línea 8) | Afluencia Anual de Pasajeros (Línea 8) | Afluencia Anual de Pasajeros (Línea 8) | Afluencia Anual de Pasajeros (Línea 8) |
| -------------------------------------- | -------------------------------------- | -------------------------------------- | -------------------------------------- | -------------------------------------- | -------------------------------------- |
| Año                                    | Afluencia                              | A Diario                               | Ranking                                | Incremento                             | Ref.                                   |
| 2024                                   | -                                      | -                                      | -                                      | -                                      |                                        |
| 2023                                   | 6,781,767                              | 18,580                                 | 64°/187                                | +7.50%                                 | [ 3 ]                                  |
| 2022                                   | 6,308,862                              | 17,284                                 | 54°/175                                | +50.05%                                | [ 12 ]                                 |
| 2021                                   | 4,204,561                              | 11,519                                 | 73°/195                                | +10.89%                                | [ 5 ]                                  |
| 2020                                   | 3,791,644                              | 10,359                                 | 97°/195                                | -50.87%                                | [ 6 ]                                  |
| 2019                                   | 7,718,079                              | 21,145                                 | 83°/195                                | -2.75%                                 | [ 7 ]                                  |
| 2018                                   | 7,936,353                              | 21,743                                 | 77°/195                                | -1.74%                                 | [ 8 ]                                  |
| 2017                                   | 8,077,277                              | 22,129                                 | 71°/195                                | -3.81%                                 | [ 9 ]                                  |
| 2016                                   | 8,396,784                              | 22,942                                 | 75°/195                                | +0.88%                                 | [ 10 ]                                 |
| 2015                                   | 8,323,167                              | 22,803                                 | 73°/195                                | +5.27%                                 | [ 11 ]                                 |

## Conectividad

### Salidas
- Avenida Hidalgo y Parque de la Alameda Colonia Centro. (Sur)
- Avenida Hidalgo y Parque de la Alameda Colonia Centro.(Suroriente)
- Cerrada 2 de abril y Avenida Hidalgo (junto al Teatro Hidalgo) Colonia Guerrero.
- Avenida Hidalgo y Palacio de Bellas Artes Colonia Centro.
- Eje Central Avenida Lázaro Cárdenas y República de Cuba, Colonia Centro
- Eje Central Avenida Lázaro Cárdenas y Tacuba, Colonia Centro
- Eje Central Avenida Lázaro Cárdenas y Pensador Mexicano, Colonia Guerrero
- Eje Central Avenida Lázaro Cárdenas y Avenida Hidalgo, Colonia Guerrero

### Conexiones
Existen conexiones con las estaciones y paradas de diversos sistemas de transporte:
- Línea 1 del Trolebús.
- Línea 4 del Metrobús.

## Sitios de interés
- Palacio de Bellas Artes
- Torre Latinoamericana
- Casa de los Azulejos
- Iglesia de San Francisco
- Banco de México
- Palacio de Minería
- Plaza Manuel Tolsá
- Capilla de la Concepción Cuepopan
- Teatro Blanquita
- Alameda Central
- Museo Memoria y Tolerancia
- Barrio Chino
- Museo de la Estampa
- Museo Franz Mayer